# Jocul minții
Jocul minții (1980) (titlu original The Mind Game) este un roman science fiction de Norman Spinrad.

## Intriga
Regizorul Jack Weller are o căsătorie fericită alături de soția lui Annie, care este actriță. Cei doi se străduiesc să dea lovitura în lumea Hollywood-ului, participând la tot felul de întruniri pentru a încerca să își facă relații printre regizorii și producătorii de succes.
Una dintre întrunirile la care participă este organizată de "Transformaționaliști", o mișcare ce pretinde că ajută oamenii să scape de blocaje, schimbându-le viața. Întreaga mișcare are la bază un roman science fiction scris de John Steinhardt, Omul transformaționalist. Marcat de această carte, un fan SF, Benson Allen, pune bazele unui club al "transformaționaliștilor", pe care Steinhardt îl folosește ulterior ca trambulină pentru mișcarea sa, ale cărei tentacule se întind acum în întreaga lume.
Jack nu dă prea mare importanță mișcării, pe care o consideră o altă metodă de a păcăli oamenii, însă Annie începe să participe regulat la ședințe și, nu după multă vreme, se dedică în întrrgime "transformării" ei, plecând de acasă. Singurul mod prin care Jack mai poate ajunge la ea este să intre și el în rândul acestei mișcări. Suspectând că Transformaționalismul se bazează pe reprogramarea creierului, el apelează la un expert în ștergerea programărilor, Bailor.
În ciuda ajutorului acestuia, ședințele încep să îi schimbe lui Jack perspectiva asupra vieții. În plus, viața lui cunoaște o turnură dramatică atunci când rămâne fără serviciu. Mișcarea Transformaționalistă îi dă o mână de ajutor, angajându-l ca operator și, ulterior, ca regizor pentru filmele lor promoționale. Compromisul pe care trebuie să îl accepte Jack este acela de a locui în cadrul clădirii Transformaționaliștilor. Deși își păstrează în continuare mintea analitică, el reușește să treacă toate testele la care e supus, dând impresia că Transformaționalismul îl duce pe aceeași cale pe care i-a dus și pe ceilalți prozeliți.
Deoarece Annie îi este în continuare inaccesibilă, Jack o seduce pe soția lui Steinhardt, obținând prin intermediul ei biletul de intrare în sediul în care se află atât scriitorul, cât și Annie. Aici găsește o Annie complet transformată, dedicată trup și suflet Transformaționalismului, precum și oportunitatea de a deveni bogat și celebru alături de Steinhardt, care vede în Jack omul de care mișcarea lui are cu adevărat nevoie: în pofida ședințelor la care a participat, a rămas imun la propaganda stupidă, dar și-a dat seama de potențialul eliberator al Transformaționalismului.
Înțelegând că între el și Annie totul s-a sfârșit, Jack refuză propunerea lui Steinhardt, folosind ca atu o listă de contacte cu care l-ar putea șantaja pe acesta, în cazul în care ar încerca să îi forțeze mâna. Cei doi ajung la o înțelegere: Steinhardt îi va deschide porțile necesare ascensiunii profesionale, iar Jack va lăsa în pace Mișcarea Transformaționalistă.

## Aluzii și referințe
Mișcarea Transformaționalistă seamănă extrem de mult cu o serie de organizații actuale cvasi-religioase, comparația fiind prezentată explicit în carte: "Auzise vag de Tranformaționalism. Era unul dintre acele culte care își propuneau ridicarea nivelului de conștiință, cum ar fi Arica, EST sau Scientologia, despre care avea o părere proastă și preconcepută.". Înseși clădirile Transformaționaliste sunt similare centrelor scientologice hollywoodiene: "Centrul Tranformaționalist din Los Angeles se afla instalat într-un fost hotel din Hollywood, imediat după Sunset Boulevard și la vest de Cahuenga, nu prea departe de studiouri. O clădire cu opt etaje, cu fațada văruită într-un bej decolorat și cu un acoperiș din țigle prăfuite, genul de hotel ieftin, obișnuit în zonă."